# 浮体原子力発電所
浮体原子力発電所（ふたいげんしりょくはつでんしょ）とは、水上/海中の船体・浮体に原子炉が実装された発電所である。

## 特徴
陸上の原発に比べ下記のような特徴を有している。
長所
- 地震に強い
- 全電源喪失でも海水の注水は容易
- 移設が可能で、メンテナンスや廃棄が容易
- 従来の発電所が設置不可能な遠隔地でも利用可能[1]

短所
- 船体建造費がかかる
- アクセスが困難
- 海中送電線のコストが掛かる
- 海中への固定・位置保持が問題である

## フランスの海中原発
Flexblueは、フランスのDCNによって増加する世界のエネルギー需要を満たすための解決策として提案された。発展途上国の電力供給を改善すること、及び先進国では遠隔離島などへの設置を設計意図としている。
長さ約100m、直径約12-15m 排水量1.2万tで、離島沖合5-15km 水深60-100mに設置され、5万-25万kwの出力で発電し、10万-100万人の島民に電気を供給できる。
フランスから重量物運搬船で運ばれ、現地で海面に降ろされ潜水して設置される。また原潜とPWR原子炉の共通化を図ってコストダウンする予定であったがのちに計画は中止された。
DCNはAREVAやEDFやCEAと連携して以下を検討した。
1. 技術的選択肢と基本設計
2. 市場調査
3. 他の競合する発電方式との競争力比較
4. 生物的影響
5. 第三世代原子炉としての安全性の確認

## ロシアの水上原発
ロシア連邦原子エネルギー局で建造が進められている自己完結、低容量の浮かぶ原子力発電所であり、原子力砕氷船のセブモルプーチで用いられていたKLT-40核推進動力炉の改良型であるKLT-40Sを2基そなえる施設となる。現在数隻の建造が計画されている。
この施設はまず造船所において大きな構造物を造り上げ、電力消費地である市や町、工場群地帯の近くの沿岸部まで曳航されてゆく。それぞれの船は最大70MWの電力または300MW分の熱エネルギーを供給し、これはほぼ20万人の人々が住む市への供給分に相当する。これは24万㎥/日の脱塩化処理プラントに改造することが出来る。

### 燃料
このプラントは3年毎に核燃料の交換が必要となり、これは毎年20万メートルトンの石炭や10万トンの石油の消費削減に貢献することになる。この原子炉は40年の寿命が見込まれており、12年毎に故郷である造船所へと曳き戻されて波止場につながれオーバーホールを受ける。核廃棄物は、造船所とロシアの核エネルギー産業による組織がすべての処理を行う予定である。これにより発電する場所での放射性物質の痕跡は一切残らないことになる。

### アカデミック・ロモノソフ
2007年4月15日に一号機のアカデミック・ロモノソフ（Academician Lomonosov）がセヴェロドヴィンスク（Severodvinsk）のセブマアシュ（Sevmash）潜水艦造船所で建設が始まった。2013年の完成を見込んでいたが、造船所の破産などのトラブルから建造・試験は遅れ、稼動開始は2019年、商業利用は2020年となった。

### 今後の計画
これまでには2015年までに7隻を建造する予定があったが、上述のように完成は遅れている。
いくつかは、タイミル半島のドゥディンカ、カムチャツカ半島のヴィリュチンスク、チュクチ半島のペヴェクを含むロシアの北極圏で使われる予定であり、いくつかは輸出の計画がある。ロシア連邦原子エネルギー局によれば15ヶ国がこの船の購入に興味を示している。

## 中国の海上原発
中国政府により、建造が進められている海上原子力発電所。中国広核集団有限公司（CGNパワー）の開発した小型原子炉「ACPR50S」（加圧水炉、熱出力200MW）を搭載する。建造は中国船舶重工集団（ＣＳＩＣ）により進められており、完成後は南シナ海の島々や石油・ガス掘削リグへの電力を供給を目的として、20基程度建設する予定である。開発には他にも中国海洋石油（CNOOC）や中国核工業集団（CNNC）が参加している。
60MWの実証炉が北東部の渤海にて2020年の発電開始を目標として着工されている。